# Milada Horáková
Milada Horáková (Praga, 25 dicembre 1901 – Praga, 27 giugno 1950) è stata una giurista e politica cecoslovacca divenuta simbolo della resistenza prima antinazista e poi anticomunista del suo Paese, del coraggio e della dignità umana.

## Biografia
Nata nel 1901 come Milada Králová in una famiglia della media borghesia praghese, fin dall'adolescenza si distingue per il carattere impavido e per le sue idee progressiste. A 16 anni viene espulsa dal liceo per avere partecipato a una manifestazione pacifista. Grazie alle nuove leggi seguite all'indipendenza (1918) della Cecoslovacchia dall'Austria-Ungheria, può iscriversi all'università e, nel 1926, laurearsi in giurisprudenza all'Università Carolina di Praga. Nello stesso anno aderisce al Partito Socialista Nazionale Cecoslovacco, divenendo attivista nel campo dei diritti civili e dei diritti delle donne. Nel 1927 sposa il compagno di partito Bohuslav Horák e inizia a lavorare per il dipartimento alle attività sociali della municipalità di Praga. Nel 1934 nasce sua figlia Jana.

### Nella resistenza
Dopo l'occupazione della Cecoslovacchia da parte della Germania nazista negli anni 1938-39, diviene uno dei membri più importanti del movimento clandestino di resistenza. Viene arrestata dalla Gestapo nel 1940 e condannata a morte. Successivamente la sua condanna viene commutata nell'ergastolo e la Horáková è inviata nel campo di concentramento di Terezín e successivamente, come il marito, in altre prigioni tedesche, dove trascorre quasi cinque anni. 

### Nel dopoguerra
Dopo la liberazione nel maggio 1945, contribuisce a riformare il suo partito e viene eletta parlamentare, svolgendo un ruolo fondamentale in seno alla Commissione per l'assistenza ai rifugiati. Viene anche eletta presidente del Consiglio Nazionale delle donne cecoslovacche, la più importante organizzazione femminile del Paese. Dopo il colpo di Stato comunista del febbraio 1948 si dimette per protesta dal parlamento, continuando però ad avere stretti contatti con l'opposizione al nuovo regime. Inutilmente invitata a lasciare la Cecoslovacchia, sceglie di rimanere nel suo Paese continuando a fare opposizione politica. Il 27 settembre 1949 viene arrestata con l'accusa di spionaggio e cospirazione al fine del rovesciamento del regime comunista. Il marito riesce a riparare all'estero.

### La prigionia e il processo
Durante la prigionia subì torture sia fisiche che psicologiche affinché confessasse, ma sempre senza alcun risultato. Il 31 maggio 1950 iniziò il processo a lei e ad altri dodici suoi compagni, colleghi e collaboratori: ampi stralci del processo furono trasmessi per radio e usati come forma di propaganda e intimidazione verso la popolazione. La Horáková si difese con dignità e senza il minimo cedimento, rivendicando di fronte ai giudici i suoi incrollabili princìpi: "Mentirei dicendo che sono cambiata, che le mie convinzioni siano mutate. Non sarebbe né vero, né onesto". La sua condotta processuale costituì un'assoluta eccezione nei processi che si svolsero in quegli anni nei paesi comunisti. Naturalmente la Horáková era ben cosciente di quali sarebbero state le conseguenze del suo atteggiamento.
Sobillati dalla propaganda, più di seimila consigli di fabbrica inondarono i giudici di lettere sprezzanti e denigratorie nei confronti dell'imputata e dei suoi compagni di processo, chiedendo punizioni durissime ed esemplari. L'8 giugno 1950 la Horáková fu condannata a morte con tre dei suoi coimputati.

### L'impiccagione
La gravità della condanna colpì l'opinione pubblica mondiale: era la prima volta che una donna, madre di un'adolescente di sedici anni veniva condannata all'impiccagione. Da tutto il mondo giunsero appelli e petizioni perché la sua vita fosse fatta salva: Albert Einstein, Winston Churchill, Eleanor Roosevelt e altri intellettuali (tra cui Jean-Paul Sartre, Albert Camus e Simone de Beauvoir) si prodigarono perché venissero accolti il ricorso in appello (subito respinto) e la domanda di grazia presentata al presidente cecoslovacco Gottwald.
Tutto fu inutile: alle sei del mattino del 27 giugno 1950 Milada Horáková, all'età di 48 anni, fu impiccata nel cortile del carcere di Pankrác a Praga, unica donna fra le 234 vittime politiche giustiziate dal regime comunista in Cecoslovacchia dal 1948 al 1960.

## La riabilitazione postuma e la figura storica

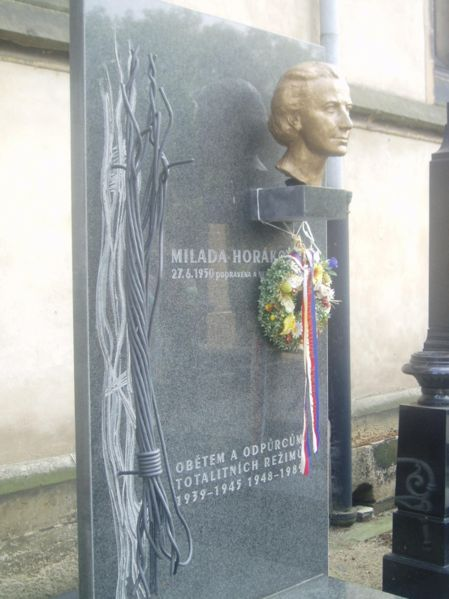
Cenotafio di Milada Horáková al cimitero di Vyšehrad

Il verdetto di colpevolezza venne annullato nel giugno 1968 nel quadro della "primavera di Praga" ma, a causa dell'invasione della Cecoslovacchia da parte degli eserciti del Patto di Varsavia e della successiva restaurazione, si è dovuto attendere fino al 1990 perché lo Stato cecoslovacco si pronunciasse per la riabilitazione completa della sua memoria. Solo allora sono state consegnate ai parenti le lettere piene di serenità e di incoraggiamento per la figlia, da lei scritte quaranta anni prima, durante la prigionia e la notte prima di morire.
Nel 2005 sono stati ritrovati i verbali originali, non censurati, del processo, dai quali è emerso con chiarezza quanto già apparso chiaro all'epoca e cioè la deformazione del processo ai fini propagandistici e la prefabbricazione dei verdetti. Il 7 novembre 2007 Ludmila Brožová-Polednová, accusatrice al processo di Milada Horáková che, dopo la condanna, aveva chiesto che l'impiccagione avvenisse con lentezza, per soffocamento, è stata condannata a otto anni di prigione per partecipazione a un quadruplo assassinio. Per ragioni di salute la vecchia procuratrice, ormai ottantaseienne, ha evitato la prigione. Il 10 febbraio 2008, il tribunale di seconda istanza di Praga ha annullato la condanna, constatando l'avvenuta prescrizione del crimine. In seguito, a sorpresa, venne invece condotta in carcere il 19 marzo 2009: secondo alcune fonti neutrali, anche il caso giudiziario che l'ha riguardata può essere considerato un processo farsa, simile a quello che lei stessa aveva compiuto. Nell'aprile del 2010 la sua condanna fu ridotta a tre anni di carcere In seguito venne graziata.
Milada Horáková è invece riconosciuta come una martire della resistenza al nazismo e al comunismo. Il suo coraggio, l'inflessibile coerenza delle proprie convinzioni e la serena consapevolezza di fronte alla morte, ne hanno fatto un simbolo della dignità umana. Una delle principali arterie della capitale ceca, che unisce il castello di Praga alla zona di Holešovice, è stata ribattezzata con il suo nome.
Nel 2017 è stato prodotto un film biografico dal titolo Milada, scritto, prodotto e diretto da David Mrnka.

## Imputati insieme alla Horáková
- Jan Buchal (1913-1950), ufficiale di Sicurezza dello Stato (condannato a morte e giustiziato)
- Vojtěch Dundr (1879-1957), ex segretario del Partito Social Democratico Ceco (condannato a 15 anni)
- Jiří Hejda (1895-1985), ex proprietario di fabbrica (condannato all'ergastolo)
- Bedřich Hostička (1914-1996), segretario del Partito Popolare Cecoslovacco (condannato a 28 anni)
- Záviš Kalandra (1902-1950), giornalista (condannato a morte e giustiziato)
- Antonie Kleinerová (1901-1996), ex parlamentare per il Partito Socialista Nazionale Cecoslovacco (condannata all'ergastolo, definitivamente libera dopo il 1989)
- Jiří Křížek (1895-1970), avvocato (condannato a 22 anni)
- Josef Nestával (1900-1976), coordinatore (condannato all'ergastolo)
- Oldřich Pecl (1903-1950), ex proprietario di miniera (condannato a morte e giustiziato)
- Zdeněk Peška (1900-1970), professore universitario (condannato a 25 anni)
- František Přeučil (1882-1962), editore ed ex parlamentare del Partito Socialista Nazionale Cecoslovacco (condannato all'ergastolo)